# Aksaray
Aksaray là một thành phố thành phố tỉnh lỵ (merkez ilçesi) của tỉnh Aksaray của Thổ Nhĩ Kỳ. Thành phố Aksaray có diện tích 4589 km², dân số thời điểm năm 2009 là 171.423 người. Đây là thành phố lớn thứ 47 tại Thổ Nhĩ Kỳ.

## Khí hậu
| Dữ liệu khí hậu của Aksaray                  | Dữ liệu khí hậu của Aksaray | Dữ liệu khí hậu của Aksaray | Dữ liệu khí hậu của Aksaray | Dữ liệu khí hậu của Aksaray | Dữ liệu khí hậu của Aksaray | Dữ liệu khí hậu của Aksaray | Dữ liệu khí hậu của Aksaray | Dữ liệu khí hậu của Aksaray | Dữ liệu khí hậu của Aksaray | Dữ liệu khí hậu của Aksaray | Dữ liệu khí hậu của Aksaray | Dữ liệu khí hậu của Aksaray | Dữ liệu khí hậu của Aksaray |
| Tháng                                        | 1                           | 2                           | 3                           | 4                           | 5                           | 6                           | 7                           | 8                           | 9                           | 10                          | 11                          | 12                          | Năm                         |
| -------------------------------------------- | --------------------------- | --------------------------- | --------------------------- | --------------------------- | --------------------------- | --------------------------- | --------------------------- | --------------------------- | --------------------------- | --------------------------- | --------------------------- | --------------------------- | --------------------------- |
| Cao kỉ lục °C (°F)                           | 19.4 (66.9)                 | 21.8 (71.2)                 | 29.0 (84.2)                 | 31.8 (89.2)                 | 34.1 (93.4)                 | 36.9 (98.4)                 | 40.0 (104.0)                | 38.8 (101.8)                | 38.7 (101.7)                | 34.5 (94.1)                 | 29.5 (85.1)                 | 22.0 (71.6)                 | 40.0 (104.0)                |
| Trung bình ngày tối đa °C (°F)               | 5.8 (42.4)                  | 8.1 (46.6)                  | 13.3 (55.9)                 | 18.4 (65.1)                 | 23.5 (74.3)                 | 27.7 (81.9)                 | 31.3 (88.3)                 | 31.3 (88.3)                 | 27.2 (81.0)                 | 21.4 (70.5)                 | 13.7 (56.7)                 | 7.7 (45.9)                  | 19.1 (66.4)                 |
| Trung bình ngày °C (°F)                      | 0.9 (33.6)                  | 2.6 (36.7)                  | 7.1 (44.8)                  | 11.9 (53.4)                 | 16.7 (62.1)                 | 21.0 (69.8)                 | 24.5 (76.1)                 | 24.4 (75.9)                 | 19.8 (67.6)                 | 14.2 (57.6)                 | 7.4 (45.3)                  | 2.8 (37.0)                  | 12.8 (55.0)                 |
| Tối thiểu trung bình ngày °C (°F)            | −3.0 (26.6)                 | −2.0 (28.4)                 | 1.7 (35.1)                  | 6.0 (42.8)                  | 10.3 (50.5)                 | 13.9 (57.0)                 | 17.1 (62.8)                 | 17.0 (62.6)                 | 12.3 (54.1)                 | 7.7 (45.9)                  | 2.1 (35.8)                  | −1.2 (29.8)                 | 6.8 (44.2)                  |
| Thấp kỉ lục °C (°F)                          | −26.4 (−15.5)               | −29.0 (−20.2)               | −19.0 (−2.2)                | −7.5 (18.5)                 | −0.2 (31.6)                 | 2.9 (37.2)                  | 6.8 (44.2)                  | 5.9 (42.6)                  | 1.0 (33.8)                  | −6.0 (21.2)                 | −14.0 (6.8)                 | −21.9 (−7.4)                | −29.0 (−20.2)               |
| Lượng Giáng thủy trung bình mm (inches)      | 41.7 (1.64)                 | 32.2 (1.27)                 | 39.7 (1.56)                 | 40.4 (1.59)                 | 43.1 (1.70)                 | 24.7 (0.97)                 | 8.2 (0.32)                  | 6.2 (0.24)                  | 12.4 (0.49)                 | 25.9 (1.02)                 | 30.1 (1.19)                 | 44.8 (1.76)                 | 349.4 (13.76)               |
| Số ngày giáng thủy trung bình                | 11.33                       | 10.23                       | 11.63                       | 11.60                       | 12.07                       | 7.50                        | 2.20                        | 2.53                        | 3.70                        | 7.67                        | 7.77                        | 10.93                       | 99.2                        |
| Số giờ nắng trung bình tháng                 | 96.1                        | 130.0                       | 176.7                       | 213.0                       | 279.0                       | 327.0                       | 372.0                       | 347.2                       | 279.0                       | 217.0                       | 150.0                       | 93.0                        | 2.680                       |
| Số giờ nắng trung bình ngày                  | 3.1                         | 4.6                         | 5.7                         | 7.1                         | 9.0                         | 10.9                        | 12.0                        | 11.2                        | 9.3                         | 7.0                         | 5.0                         | 3.0                         | 7.3                         |
| Nguồn: Cơ quan Khí tượng Nhà nước Thổ Nhĩ Kỳ |                             |                             |                             |                             |                             |                             |                             |                             |                             |                             |                             |                             |                             |